# 447 v.Chr.
Het jaar 447 v.Chr. is een jaartal volgens de christelijke jaartelling.

## Gebeurtenissen

### Griekenland
- Pericles overreed de volksvergadering in Athene het geld te gebruiken voor een monumentale herbouw van de Akropolis. De bouw van het Parthenon is het begin hiervan.
- Na de Slag bij Coronea schudden Boeotië en Phocis het juk van de Atheense overheersing van zich af.

### Perzië
- De Perzische satraap Artabazos begint met de bouw van een paleis in Daskyleion daarbij inbegrepen een Zoroastrische tempel.

## Verschenen
- Ajax, een tragedie van Sophocles